# Rick Riordan
Richard Russell Riordan Jr. (San Antonio, 5 giugno 1964) è uno scrittore statunitense conosciuto principalmente per la saga Percy Jackson e gli dei dell'Olimpo e le opere a essa correlate.

## Vita e carriera da autore
Riordan è nato e cresciuto a Sant Antonio, in Texas. Si è diplomato alla Alamo Heights High School e ha frequentato il programma musicale presso alla North Texas State University per diventare un chitarrista. Successivamente si è trasferito all'Università del Texas ad Austin dove ha studiato inglese e storia, insegnando poi inglese e studi sociali per otto anni a San Francisco. Nel 1985 si è sposato con Becky Riordan, lo stesso giorno del compleanno condiviso dalla coppia; insieme hanno avuto due figli, Haley e Patrick. Nel giugno 2013 si sono trasferiti a Boston, dove Haley ha iniziato il college.
La serie di gialli per adulti Tres Navarre, incentrata su un investigatore privato del Texas, gli è valso la vittoria degli Shamus, Anthony ed Edgar Awards; in seguito Riordan concepì l'idea per la serie di Percy Jackson basandosi sulle storie che raccontava a suo figlio Haley prima di andare a letto, in cui reinventava i miti greci. Ad Haley vennero diagnosticati l'ADHD e la dislessia, pertanto Riordan rese il suo protagonista iperattivo e dislessico. Il primo libro della saga, Il ladro di fulmini, venne pubblicato nel 2005. Seguirono quattro romanzi il cui ultimo, Lo scontro finale, uscì nel 2009. Ne vennero poi aggiunti due nel 2023: il Calice degli Dei e Il Furore della Dea
La 20 Century Fox acquistò diritti di Percy Jackson e ne realizzò un film nel 2010; dopo il successo di Percy Jackson, Riordan scrisse la trilogia The Kane Chronicles; la storia è ambientata nello stesso universo degli Dei dell'Olimpo, con nuovi personaggi e incentrata sulla mitologia egizia. In seguito realizzò una serie di cinque libri sequel di Percy Jackson, Eroi dell'Olimpo, inserendo la mitologia romana.
Riordan ha contribuito a creare la serie di libri per bambini Le 39 chiavi e ha realizzato altre saghe ambientate nell'universo di Percy Jackson: Le sfide di Apollo (serie conclusiva delle storie del Campo Mezzosangue) e Magnus Chase e gli dei di Asgard, incentrata sulla mitologia norrena. Nel 2021 pubblica La figlia degli abissi, ispirandosi ai romanzi di Jules Verne Ventimila leghe sotto i mari e L'isola misteriosa.

## Opere relative al mondo di Percy Jackson

### Percy Jackson e gli Dei dell'Olimpo(Percy Jackson & the Olympians)
1. Il ladro di fulmini (The Lightning Thief), pubblicato negli Stati Uniti nel 2005 e in Italia il 26 gennaio 2010.
2. Il Mare dei Mostri (The Sea of Monsters), pubblicato negli Stati Uniti nel 2006 e in Italia il 2 novembre 2010.
3. La maledizione del Titano (The Titan's Curse), pubblicato negli Stati Uniti nel 2007 e in Italia il 10 maggio 2011.
4. La battaglia del Labirinto (The Battle of the Labyrinth), pubblicato negli Stati Uniti nel 2008 e in Italia il 18 ottobre 2011.
5. Lo scontro finale (The Last Olympian), pubblicato negli Stati Uniti nel 2009 e in Italia il 3 aprile 2012.
6. Il calice degli dei (The Chalice of the Gods), pubblicato negli Stati Uniti e in Italia il 26 settembre 2023.
7. Il furore della Dea (Wrath of the Triple Goddess), pubblicato negli Stati Uniti e in Italia il 24 settembre 2024

#### Libri correlati
1. Percy Jackson e gli dei dell'Olimpo - Il libro segreto (The Demigod Files), pubblicato negli Stati Uniti nel 2009 e in Italia il 13 novembre 2012.

- Percy Jackson and the singer of Apollo per il libro Guys Read: Other Worlds (inedito in italiano)
- The Ultimate Guide (inedito in italiano)

#### Percy Jackson racconta
- Percy Jackson racconta gli dei greci (Percy Jackson's Greek Gods)
- Percy Jackson racconta gli eroi greci (Percy Jackson Greek's Heroes)

#### Adattamenti
- Percy Jackson e gli Dei dell'Olimpo - Il ladro di fulmini (Graphic novel). Le altre graphic novel non sono state tradotte in italiano.

#### Altro
- Demigods and Monsters (videogioco, inedito in italiano)
- Demigods of Olympus (app, inedita in italiano)

### Eroi dell'Olimpo(The Heroes of Olympus)
1. L'eroe perduto (The Lost Hero), pubblicato negli Stati Uniti nel 2010, in Italia è uscito il 7 maggio 2013.
2. Il figlio di Nettuno (The Son of Neptune), pubblicato negli Stati Uniti il 4 ottobre 2011, in Italia è uscito il 12 novembre 2013.
3. Il marchio di Atena (The Mark of Athena), pubblicato negli Stati Uniti il 2 ottobre 2012, in Italia è uscito il 22 aprile 2014.
4. La Casa di Ade (The House of Hades), pubblicato negli Stati Uniti l'8 ottobre 2013, in Italia è uscito il 18 novembre 2014.
5. Il sangue dell'Olimpo (The Blood of Olympus), pubblicato negli Stati Uniti il 7 ottobre 2014, in Italia è uscito il 14 aprile 2015.

#### Libri correlati
1. Eroi dell'Olimpo - Il libro segreto (The Demigod Diaries), pubblicato negli Stati Uniti il 14 agosto 2012 e in Italia a febbraio 2017.

#### Adattamenti
- L'eroe perduto (Graphic novel);
- Il marchio di Atena (Graphic novel).

### The Kane Chronicles
1. La piramide rossa (The Red Pyramid), pubblicato negli Stati Uniti il 4 maggio 2010, in Italia il 2 ottobre 2012.
2. Il trono di fuoco (The Throne of Fire), pubblicato negli Stati Uniti il 9 maggio 2011, in Italia il 16 luglio 2013. Questo libro contiene anche il racconto inedito Il figlio di Sobek (o come dice la copertina del libro: Il racconto in cui Carter Kane incontra Percy Jackson), facente parte della raccolta Percy Jackson e gli dei dell'Olimpo - Le storie segrete. Il racconto non è però presente nell'edizione tascabile del libro.
3. L'ombra del serpente (The Serpent's Shadow), pubblicato negli Stati Uniti il 1º maggio 2012, in Italia il 28 gennaio 2014.

#### Le guide
- The Kane Chronicles Survival Guide (pubblicato negli Stati Uniti il 20 marzo 2012; Inedito in italiano)

1. The Kane Chronicles - Il libro segreto (Brooklyn House Magician's Manual), pubblicato negli Stati Uniti nel 2018 e in Italia il 9 aprile 2019

#### Crossover, le storie segrete
Percy Jackson e gli dei dell'Olimpo - Le storie segrete (Demigods and Magicians), crossover tra Percy Jackson e gli Dei dell'Olimpo e The Kane Chronicles

### Magnus Chase e gli Dei di Asgard(Magnus Chase & the Gods of Asgard)
1. La spada del guerriero (The Sword of Summer), pubblicato negli Stati Uniti il 6 ottobre 2015 e in Italia il 17 novembre 2015.
2. Il martello di Thor (The Hammer of Thor), pubblicato negli Stati Uniti il 4 ottobre 2016 e in Italia il 29 novembre 2016.
3. La nave degli scomparsi (The Ship of the Dead), pubblicato negli Stati Uniti il 3 ottobre 2017 e in Italia il 5 dicembre 2017[11].

#### Libri correlati
- Magnus Chase e gli dei di Asgard - Le storie segrete (9 from the Nine Worlds), pubblicato in Italia l'11 giugno 2019

#### La guida
1. Magnus Chase e gli dei di Asgard - Il libro segreto (For Magnus Chase: Hotel Valhalla Guide to the Norse Worlds),  pubblicato in Italia il 04 aprile 2017

### Le sfide di Apollo(The trials of Apollo)
1. L'oracolo nascosto (The Hidden Oracle), uscito il 3 maggio 2016 negli Stati Uniti e il 28 giugno 2016 in Italia.[12]
2. La profezia Oscura (The Dark Prophecy), uscito il 2 maggio 2017 negli Stati Uniti e il 27 giugno 2017 in Italia.
3. Il labirinto di fuoco (The Burning Maze), uscito il 1 maggio 2018 negli Stati Uniti e il 26 giugno 2018 in Italia.
4. La tomba del tiranno (The Tyrant's tomb), uscito il 24 settembre 2019 negli Stati Uniti e il 5 novembre 2019 in Italia.
5. La torre di Nerone (The Tower of Nero), uscito il 6 ottobre 2020 negli Stati Uniti e il 24 novembre 2020 in Italia.

#### Libri correlati
1. Campo Mezzosangue: il libro segreto (Camp Half-blood Confidential);
2. Campo Giove - Il diario segreto (Camp Jupiter Classified).

- Luce e tenebra (The Sun and the Star), pubblicato negli Stati Uniti il 2 maggio 2023 e in Italia il 23 maggio 2023.

## Altre opere indipendenti

### Le 39 chiavi
1. Il labirinto delle ossa (The Maze of Bones), pubblicato negli Stati Uniti il 9 settembre 2008 e in Italia il 13 aprile 2010. (È l'unico libro della serie scritto da Rick Riordan.)
2. Vesper Risings (2011)

Il 6 giugno 2017 tutti i 10 libri della serie sono stati pubblicati in un'unica edizione intitolata Le 39 chiavi

### Tres Narress
Romanzi per adulti inediti in lingua italiana.
1. Big Red Tequila (1997)
2. Windower's Two-Step (1998)
3. The Last King of Texas (2000)
4. The Devil Went Down to Austin (2001)
5. Southtown (2004)
6. Mission Road (2005)
7. Rebel Island (2007)

### Romanzi indipendenti
- Cold Springs (2004) - inedito in Italia
- La figlia degli abissi (Daughter of the Deep) (2021)[14]

## Rick Riordan Presents
Nel settembre 2016, la Disney-Hyperion ha annunciato una nuova collana di libri curata da Rick Riordan. La collana si chiama Rick Riordan Presents ed è stata lanciata nel marzo del 2018. È diretta dall'editrice di Riordan, Stephanie Owens Lurie.
Lurie ha rivelato che Riordan mirava a proporre una collana editoriale che non si limitasse a espandere il proprio universo letterario, bensì che rappresentasse un'occasione per portare altri grandi scrittori all'attenzione del pubblico già legato al suo universo letterario.
La collana non include romanzi scritti da Riordan, il quale cura piuttosto la pubblicazione dei volumi della collana. In un'intervista con l'Iowa Gazette, Riordan ha specificato che la collana mira a trovare autori che scrivono romanzi associati alle varie mitologie del mondo, affinché lo stesso Riordan potesse leggerli e poi consigliarli al pubblico.

## Premi
- Shamus Award e Anthony Award per Big Red Tequila (1998)
- Edgar Award, migliore brossura originale, per The Widower's Two-Step (1999)
- Mark Twain Award per Il ladro di fulmini (2008)
- Mark Twain Award per Il mare dei mostri (2009)
- Rebecca Caudill Award per Il ladro di fulmini (2009)
- School Library Journal's Best Book per La piramide rossa (2010)
- Children's Choice Book Awards: Autore dell'Anno (2011)
- Children's Choice Book Awards: Fifth Grade to Sixth Grade Book of the Year per La piramide rossa (2011)
- Wyoming Soaring Eagle Book Award per Lo scontro finale (2011)
- Milner Award per la serie Percy Jackson e gli dei dell'Olimpo (2011)